# Richard Hesse
Richard Hesse, född 20 februari 1868 i Nordhausen, död 28 december 1944 i Berlin, var en tysk zoolog.
Hesse studerade naturvetenskap i Tübingen och vid Berlin, blev 1901 extraordinarie professor i Tübingen, professor i samma ämne vid Berlins lantbrukshögskola 1909, i Bonn 1914 och vid Berlins universitet 1926.
Han sysselsatte sig i traditionen från Karl August Möbius med ekologiska och djurgeografiska problem inom djurvärlden. I sitt huvudverk Tierbau und Tierleben (1910), som han utgav tillsammans med Franz Theodor Doflein, ställde han för första gången djurgrupperna efter livsutrymme, det vill säga deras ekologi, i centrum för den vetenskapliga framställningen.
Bland Hesses skrifter märks Abstammungslehre und Darwinismus (1902, 6:e upplagan 1922), Das Sehen der niederen Tiere (1908), Tierbau und Tierleben (1914) samt Tiergeographie (1924). Hesse var även huvudredaktör för Das Tierreich.
Hesse invaldes 1932 som utländsk ledamot av svenska Kungliga Vetenskapsakademien.